# 沼田町 (広島市)
沼田町（ぬまたちょう）は、広島県広島市安佐南区の地域の一つ。

## 概要
東は火山、北西は岳山、南側は佐伯郡に接する。奥畑川、細坂川が、南に流れる大塚川と西に流れる安川となっている。古の土茂鄕。伴は、中世に一時、安の庄に入っていた時期があり、『長楽寺記』に「安の庄伴村」と記載されている。大塚は佐西郡と佐東郡の境にあたり、郡の境塚（塚は土を築き高くしたところ）があったことから大塚と称され、関所が設けられていた。もとは伴村の地であったとされる。また、南北朝時代には大塚村は厳島領であったが、武田氏一族の武田伴遠江五郎の押領により自領とした。
伴氏は安芸武田氏の一族で、室町時代初期は武田氏、武田伴と名乗っていたが、南北朝時代の頃に分家し伴氏と名乗るようになったものと思われる。この頃、伴に伴城（伴五郎信方の居）、國重城（武田右衛門大夫信恒の居）、阿戸に岳城（武田弾正の居）が、大塚に岸城（大塚四朗兵衛の居）があった。
伴村・大塚村は、ともに江戸期からの村名で、安芸国沼田郡（もと佐東郡）に属する。廃藩置県後1888年（明治21年）まで、広島県沼田郡伴村・大塚村。1889年（明治22年）の大合併時、2村が合併し沼田郡伴村となる。
阿戸は、天承の頃に大中臣権介正房が開拓したと伝えられる。この地はもと阿刀氏の居所で、『樂音寺神名帳』に阿刀神社があり阿戸氏の氏神であったと記され、姓氏録の同祖に中臣葛野連ありとの記載もあり、大中臣権介正房は、中臣葛野連の誤伝かもしれないと思われる。1889年（明治22年）の大合併時、沼田郡阿戸村、吉山村の2村が合併し、沼田郡戸山村となる。
太平洋戦争後の1955年（昭和30年）に安佐郡伴村と安佐郡戸山村が合併し安佐郡沼田町となる。1971年（昭和46年）に広島市へ合併され広島市沼田町となる。1980年（昭和55年）に広島市が政令指定都市に指定され広島市安佐南区沼田町となる。
2015年2月2日付で、沼田町大字伴の大部分と、沼田町大字大塚の住居表示未実施地域で、住居表示及び町名変更を実施。これにより旧伴村のほとんどの地域で住居表示が実施されたことになる。

## 住居表示
- 広島県広島市安佐南区伴東
- 広島県広島市安佐南区伴西
- 広島県広島市安佐南区伴南
- 広島県広島市安佐南区伴北
- 広島県広島市安佐南区伴中央
- 広島県広島市安佐南区伴東町
- 広島県広島市安佐南区伴西町
- 広島県広島市安佐南区伴北町
- 広島県広島市安佐南区大塚東
- 広島県広島市安佐南区大塚西
- 広島県広島市安佐南区大塚東町
- 広島県広島市安佐南区大塚西町
- 広島県広島市安佐南区沼田町伴
- 広島県広島市安佐南区沼田町吉山
- 広島県広島市安佐南区沼田町阿戸

## 文化財
- 岡崎神社 - 市杵島姫、瑞津姫、田心姫、思姫、八幡神の他十二神を祀る。創立は定かでないが、武田伴遠江五郎清の祖先による勧請。伴村と長楽寺村の氏神。
- 宮ヶ瀬神社 - 八幡神壬女を祀る。大塚四朗兵衛義清が当地在城の頃、東谷に八幡、厳島の両神を勧請し、後に今の場所に移った。
- 中ノ森八幡神社 - 八幡神を祀る。弘治元年、三宅飛騨守創立とされる。
- 山御前阿刀明神社 - 天照大神、宗方三女神を祀る。
- 専念寺 - 神宮山と號す。元文元年教須の開基。寛永7年、寺號免許。浄土真宗。
- 願行寺 - 東岸山と號す。もとは天台宗で傳弘寺と称した。後に浄土真宗となり、安永4年に今の號に改める。段原にあったが、1905年（明治38年）に現在地へ移った。
- 正善寺 - 日照山と號す。もとは禅宗で、浄國寺と云う。永禄5年改宗し號を改めた。
- 浄宗寺 - 國尾山と號す。もとは真言宗で、岩尾山松元院養楽寺。文禄3年改宗し號を改めた。

## 主な施設

### 公共施設
- 広島市安佐南区スポーツセンター
- 広島市沼田公民館[3]

#### 小学校
- 広島市立伴小学校
- 広島市立伴東小学校
- 広島市立大塚小学校
- 広島市立伴南小学校
- 広島市立戸山小学校

#### 中学校
- 広島市立伴中学校
- 広島市立戸山中学校
- 広島市立大塚中学校

#### 高等学校
- 広島市立沼田高等学校
- 学校法人広陵学園広陵高等学校

#### 大学
- 広島市立大学
- 広島修道大学

## 交通
- 広島高速交通広島新交通1号線（アストラムライン） 
  - 伴駅、大原駅、伴中央駅、大塚駅、広域公園前駅
- 広電バス（あさひが丘線、沼田ループ線）
- フォーブル（くすの木台・戸山線、飯室線 （久地経由）、瀬戸内ハイツ線 ／ ふじが丘団地線、三菱団地線、若葉台線）

## 道路
- 県道広島豊平線（安川通り）
- 広島県道71号広島湯来線
- 広島高速4号線
- 広島県道77号久地伏谷線
- 山陽自動車道
- 中国自動車道

## 主な出身者
- 葡萄亭わいん - 落語家